# Banda Sinfônica de Cubatão
Banda Sinfônica de Cubatão é uma banda da cidade de Cubatão, no estado de São Paulo, Brasil.

## História
A banda surgiu de um trabalho musical no dia 4 de abril de 1970, a partir da ideia do maestro Roberto Farias Leite e Silva. Na época, o maestro, então estudante de uma escola pública da cidade, a Afonso Schimidt, descobriu alguns instrumentos musicais abandonados em uma sala do colégio. Autorizado pela direção, criou a Banda Municipal Afonso Schimidt.